# Eschscholzia hypecoides
Eschschólzia hypecoídes (лат. ) — вид травянистых растений рода Эшшольция (Eschscholzia) семейства Маковые (Papaveraceae).

## Ареал и местообитание
Eschscholzia hypecoides является эндемиком Калифорнии, где встречается на побережье округа Сан-Бенито и в его окрестностях. В связи с этим его также называют «мак Сан-Бенито» (англ. San Benito poppy). Растёт в лесистых районах, на травянистых склонах и в чапарале.

## Описание
Однолетнее травянистое растение, листья базальные и стеблевые, сегментированные, с тупоконечными долями. Стебель прямостоячий, высотой 5—30 см. Цветок с жёлтыми лепестками, иногда с оранжевыми основаниями, 10—20 мм. Плод — коробочка 3—7 см, семена — мелкие коричневые сетчатые от сферических до эллиптических, 1,0—1,3 мм. Кариотип: 2n = 12.